# Claus-Günther Karting
Claus-Günther Karting (* 9. April 1932 in Bremen; † 7. März 1988 in Bremen) war ein deutscher Politiker (SPD) und Mitglied der Bremischen Bürgerschaft.

## Biografie
Karting war als Angestellter bei der Stadthallen GmbH in Bremen tätig.
Er wurde um 1960 Mitglied der SPD und war im Beirat Bremen-Östliche Vorstadt und dort längere Zeit Beiratssprecher. Von 1975 bis 1983 war er Mitglied in der Gesundheitsdeputation und von 1983 bis 1987 Mitglied der 11. Bremischen Bürgerschaft und dort Mitglied verschiedener Deputationen, u. a. für Gesundheit sowie im Petitionsausschuss.
Karting war im Landesverband Bremen des Deutschen Harmonika-Verbandes aktiv. Er war verheiratet und hatte Kinder.